# 1983-as UEFA-szuperkupa
Az 1983-as UEFA-szuperkupa a kilencedik európai labdarúgó-szuperkupa volt. A két mérkőzésen az 1982–1983-as bajnokcsapatok Európa-kupája-győztes Hamburger SV és az 1982–1983-as kupagyőztesek Európa-kupája-győztes Aberdeen játszott.
Az első mérkőzés 0–0-s döntetlennel ért véget a Hamburg otthonában. A visszavágón a skót csapat 2–0-ra nyert, ezzel megnyerte a szuperkupát.

## Eredmények

### Első mérkőzés
| 1983. november 22. |

| Hamburger SV | 0–0 | Aberdeen |
| ------------ | --- | -------- |
|              |     |          |

| Volksparkstadion, Hamburg Játékvezető: Vojtěch Christov (csehszlovák) |

### Második mérkőzés
| 1983. december 20. |

| Aberdeen               | 2–0 | Hamburger SV |
| ---------------------- | --- | ------------ |
| Simpson 47' McGhee 65' |     |              |

| Pittodrie Stadium, Aberdeen Játékvezető: Horst Brummeier (osztrák) |

A szuperkupát az Aberdeen nyerte 2–0-s összesítéssel.
| Az 1983-as UEFA-szuperkupa győztese |
| ----------------------------------- |
| Aberdeen 1. cím                     |

## Lásd még
- 1982–1983-as bajnokcsapatok Európa-kupája
- 1982–1983-as kupagyőztesek Európa-kupája